# Csanády István
Csanády István (Baja, 1833. október 11. – Buda, 1867. december 17.) a magyar udvari kancellária hivatalnoka, gyorsírója, a Bécsi Magyar Gyorsíró Egylet alapító tagja, alelnöke.

## Élete
Előbb növendékpap volt, később a bécsi egyetemen a bölcseletet és jogot hallgatta. 1860-ban a bécsi udvari kancelláriánál hivatalt vállalt. A magyar gyorsírás terén kiváló érdemei voltak, a reformtörekvések egyik legelső munkása és a Gabelsberger–Markovits-féle gyorsírási rendszernek egyik legelső követője hazánkban. Alapítója volt a bécsi magyar gyorsírókörnek, mely csak néhány tagból állt, de ebből nőtte ki magát a budapesti gyorsíróegylet. 1864-ben a bajai gimnáziumban gyorsírótanfolyamot szervezett, és kiadta a legelső magyar gyorsírási emlékkönyvet is. Amikor az alkotmány visszaállítása és a magyar udvari kancellária szétoszlatása után Bécsből Budára utazott, hogy itt munkahelyet keressen, váratlanul elhunyt. A tabáni temetőben helyezték nyugalomra, melynek megszüntetésekor sírkövét megőrzésre az Országházba vitték. A kőbe a feliratot gyorsírási jelekkel vésték bele.

## Munkái
- Gyorsirászati Évkönyv. Bécs, 1865.